# Jean Joseph Ange d'Hautpoul
Jean Joseph Ange d'Hautpoul (13. května 1754 na zámku Salette (Cahuzac-sur Vére) – 12. února 1807, Eylau, Pruské Jílové, dnes Bagrationovsk, Kaliningradská enkláva, Rusko) byl francouzský generál v době Velké francouzské revoluce a především Prvního císařství.

## Život a kariéra
Narozen v rodině předrevoluční languedocké šlechty, vstoupil jako dobrovolník do korsické legie roku 1769 ve věku 15 let. Pak roku 1777 přešel do Languedockého pluku. Tam sloužil nejprve jako kadet (1777-1792) a přes svůj šlechtický původ se díky podpoře a intervenci svých vojáků stal nakonec plukovníkem. Byl účastníkem revolučních bojů v letech 1794 a 1795 a velel kavalerii předvoje armády na Sambře a Meuse. 26. červen 1794 bojoval u Fleurus. Dne 4. června 1796 byl povýšen na divizního generála ve funkci inspektora kavalerie. 18. dubna 1797 byl účastníkem bitvy u Neuwiedu. Jourdan se snažil přičíst mu podíl na neúspěchu u Stockachu (25. března 1799). D'Hautpoul byl však zproštěn viny a významně se podílel na bojích u Engen, Biberachu a konečně u Hohenlinden 3. prosince 1800.
Proslavil se v bitvě u Slavkova brilantním provedením útoku na střed nepřátelské sestavy. Napoleonem byl jmenován senátorem a obdržel stužku Čestné legie s vysokým důchodem. Jako jeden z nejuznávanějších velitelů těžkého jezdectva se vyznamenal v tažení 1806-1807. V čele kyrysnické divize provedly rozhodující útok v bitvě u Jeny. Den před bitvou u Eylau vedl u Hoffu s naprostým úspěchem útok na ruské vojsko v silné obranné pozici. Jaký dojem tato ataka vyvolala u očitého svědka, dokládá citát z Pamětí barona Marbota : «Napoleon rozkázal, aby zaútočili strašliví kyrysníci generála d'Hautpoula, kteří přejeli most …a vrhli se na ruské řady s takovou rychlostí, že je doslova zadupali do země …pobili téměř zcela 8 ruských batalionů… Nikdy neviděl jsem útok jízdy s tak dokonalým výsledkem.»

V bitvě u Eylau 8. února 1807) provedl v čele své 2. kyrysnické divize několik útoků a během památného Muratova útoku 12 000 jezdců utrpěl komplikované střelné poranění kartáčem, kulkou z muškety a také bodákem na pravém stehnu.
Odmítl provedení amputace dolní končetiny i přes osobní intervenci slavného chirurga Larreye a skonal čtyři dny po bitvě – 12. února 1807. Napoleon zamýšlel povýšit generála D'Hautpoula do hodnosti maršála. Je pohřben ve Vornen. Jeho syn hrabě Alphonse Napoleon d’Hautpoul exhumoval ostatky, aby je převezl do Paříže. Generálovo srdce je uloženo v kryptě Invalidovny. Napoleon nechal jeho jméno vyrýt na Vítězném oblouku.
Zemřel na následky zranění utrpěného v bitvě u Eylau.